# Buddha di Smeraldo
Il Buddha di Smeraldo (in thailandese พระแก้วมรกต, Phra Kèo Morakot, ufficialmente in thailandese พระพุทธมหามณีรัตนปฏิมากร, Phra Phuttha Maha Mani Rattana Patimakon) è il palladio del Regno di Thailandia, una statua di diaspro verde o giadeite alta 45 cm raffigurante Buddha seduto e adornato con vesti dorate. Viene conservata a Bangkok, all'interno del complesso del Tempio del Buddha di Smeraldo, chiamato Wat Phra Kaew (da pronunciare Vat Pra Kèo), che è la Cappella Reale del Grande palazzo reale.

## Storia
Secondo la leggenda, il Buddha di Smeraldo fu eseguito in India nel 43 a.C. da Nagasena a Pataliputra (l'odierna Patna), dove rimase 300 anni prima di essere trasferito in Sri Lanka, per salvarlo da una guerra civile. Nel 457, Re Anawrahta di Birmania lo richiese allo scopo di promuovere il Buddhismo Theravada nel suo Paese. La richiesta fu accettata ma la nave che lo trasportava naufragò e andò a finire sulle coste dell'Impero Khmer, l'odierna Cambogia. Quando nel 1353 i siamesi conquistarono Angkor, la capitale khmer, il Buddha di Smeraldo fu portato ad Ayutthaya, poi a Kamphaeng Phet, quindi in Laos e infine a Chiang Rai, dove il re della città lo nascose.
Secondo alcuni storici d'arte andrebbe invece attribuito ad artisti Lanna del XV secolo, sarebbe venuto alla luce nel 1434 a Chiang Rai e quando fu rinvenuto la gente credette erroneamente che fosse fatto di smeraldo. Fu trasferito prima a Lampang e poi a Chiang Mai, nel Wat Chedi Luang, dove rimase fino al 1552. Nel 1546 il trono Lanna fu affidato a Setthathirath, che era anche principe ereditario del regno Lan Xang in Laos. Quando suo padre morì, divenne re di Lan Xang, si trasferì nell'allora capitale Luang Prabang e portò con sé il Buddha di Smeraldo. Nel 1564 fu portato a Vientiane, dove la statua rimase per 215 anni.
Nel 1779 il generale thailandese Chao Phraya Chakri, che in seguito sarebbe diventato Re Rama I, conquistò Vientiane e riportò la statua in Siam, a Thonburi, dove re Taksin la fece custodire nel Wat Arun. Dopo essere diventato il nuovo monarca, Rama I la trasferì il 22 marzo del 1784 con una maestosa cerimonia nella sua attuale locazione, il padiglione principale del Wat Phra Kaew, il complesso templare del Grande palazzo reale.

## Vesti dorate
Il Buddha di Smeraldo è la sola scultura in pietra, gli ornamenti con le vesti dorate sono tre completi che vengono cambiati tre volte all'anno dal re in persona, o da un sostituto in caso di indisposizione del re, il primo giorno di luna calante del 4º, 8º e 12º mese lunare, di solito in marzo luglio e novembre, quando cioè cambiano le stagioni in Thailandia. I due completi non indossati sono esposti al pubblico in un padiglione del vicino Grande Palazzo Reale.